# スタレッティ
スタレッティ（イタリア語: Stalettì）は、イタリア共和国カラブリア州カタンザーロ県にある、人口約2,400人の基礎自治体（コムーネ）。

## 地理

### 位置・広がり

#### 隣接コムーネ
隣接するコムーネは以下の通り。
- モンタウロ
- スクイッラーチェ

## 行政

### 分離集落
スタレッティには、以下の分離集落（フラツィオーネ）がある。
- Santa Maria del Mare, Torrazzo, Copanello, Caminia, Pietragrande